# Pleocitosis
Pleocitosis es un término médico que se utiliza para designar la presencia de células en el líquido cefalorraquídeo en un número superior al normal. La pleocitosis en el líquido cefalorraquídeo es un signo que aparece en las meningitis y otros procesos infecciosos del sistema nervioso central

## Pleocitosis en líquido cefalorraquídeo
La pleocitosis puede ser leve, moderada o intensa y las células predominantes de diferentes tipos. Entre 10 y 30 células por milímetro cúbico se considera pleocitosis ligera, entre 30 y 100 pleocitosis moderada y más de 100 pleocitosis intensa.
- Pleocitosis moderada o intensa.
  - Predominio linfocíticoː Indica meningitis viral, meningitis tuberculosa, o provocada por hongos. También puede aparecer en encefalitis y otros procesos.
  - Predominio de polimorfonucleares. Es indicativo de meningitis bacteriana aguda.
  - Pleocitosis con predominio de eosinófilos.
  - Pleocitosis con predominio de células plasmáticas. Puede observarse en ciertos procesos inflamatorios crónicos del sistema nervioso.

- Pleocitosis leve. Cuando la pleocitosis es leve, puede ser indicativa de meningismo, es decir meningitis serosas por procesos infecciosos de zonas próximas a las meninges, pero sin las características completas de la meningitis, por ejemplo sinusitis, mastoiditis y otitis.